# Евченко, Алексей Павлович
Алексе́й Па́влович Е́вченко (5 июля 1983, Челябинск) — российский боксёр-профессионал, представитель полусредней весовой категории. Начинал карьеру в кикбоксинге, победитель и призёр турниров национального и международного значения, чемпион мира среди юниоров в разделе фулл-контакт, мастер спорта России международного класса. Начиная с 2006 года боксирует на профессиональном ринге, трёхкратный чемпион России в первом полусреднем весе, в разное время владел титулами чемпиона Европы по версии WBO, чемпиона PABA, чемпиона EBU-EE.

## Биография
Алексей Евченко родился 5 июля 1983 года в Челябинске.

### Кикбоксинг
Начинал бойцовскую карьеру в кикбоксинге. Первого серьёзного успеха на международном уровне добился в сезоне 2002 года, когда вошёл в состав российской национальной сборной и выступил на чемпионате мира среди юниоров в Югославии — завоевал здесь золотую медаль в разделе фулл-контакт. Впоследствии неоднократно побеждал и попадал в число призёров на турнирах национального и международного значения, дважды становился чемпионом России по кикбоксингу, удостоен почётного звания «Мастер спорта России международного класса».

### Профессиональный бокс
В 2006 году принял решение перейти в профессиональный бокс и успешно дебютировал на этом поприще, в частности из пяти первых его поединков четыре закончились победой и лишь один ничьей. Однако затем последовала серия из пяти поражений подряд, Евченко выходил на ринг довольно часто, не имел должной подготовки и хорошего менеджера — многие из поединков заканчивались спорными судейскими решениями, хотя четверо из победивших его соперников ранее не знали поражений.
Несмотря на череду проигрышей, Алексей Евченко продолжил выходить на ринг и в октябре 2008 года завоевал вакантный титул чемпиона России в полусреднем весе, победив другого претендента Вячеслава Яковенко единогласным решением судей. В 2009 году отправился в Сербию и оспорил принадлежавший местному сербскому боксёру Стефану Стевановичу титул чемпиона мира среди молодёжи по версии Международной боксёрской федерации (IBF), но по итогам десяти раундов проиграл раздельным судейским решением. В следующем бою встретился с ещё одним сербом Богданом Митичем — нокаутировал его в девятом раунде и выиграл титул чемпиона Европейского боксёрского союза (EBU-EE) среди представителей стран, не входящих в Евросоюз.
Одну из наиболее важных побед в своей боксёрской карьере одержал в июле 2010 года, когда вышел на ринг против обладателя титулов чемпиона Европы по версии Всемирной боксёрской организации (WBO) и чемпиона Паназиатской боксёрской ассоциации (PABA) таджика Шерали Мамадалиева. Евченко выиграл этот бой техническим нокаутом в одиннадцатом раунде и забрал оба чемпионских пояса себе. Тем не менее, уже в следующем поединке в мае 2011 года он лишился чемпионских поясов, уступив единогласным решением судей соотечественнику Роману Селивёрстову.
После достаточно длительного перерыва Алексей Евченко вернулся в профессиональный бокс и продолжил выступать на различных аренах. Так, в 2016 году он помимо прочего взял верх над представителем Эстонии Сергеем Мелисом и затем вернул себе титул чемпиона России в полусредней весовой категории, выиграв по решению судей у Вагинака Тамразяна. Также отметился победой по очкам над чеченским проспектом Висханом Мурзабековым.

## Статистика в профессиональном боксе
В таблице перечислены результаты всех поединков боксёров.
В каждой строке указан результат поединка. Дополнительно номер поединка обозначен цветом, который обозначает итог поединка. Расшифровка обозначений и цветов представлена в нижеследующей таблице.
| Пример | Расшифровка                     |
| ------ | ------------------------------- |
|        | Победа                          |
|        | Ничья                           |
|        | Поражение                       |
|        | Планируемый поединок            |
|        | Поединок признан несостоявшимся |
| КО     | Нокаут                          |
| ТКО    | Технический нокаут              |
| PTS    | Решение судей (по очкам)        |
| UD     | Единогласное решение судей      |
| MD     | Решение большинства судей       |
| SD     | Раздельное решение судей        |
| RTD    | Отказ от продолжения боя        |
| DQ     | Дисквалификация                 |
| NC     | Поединок признан несостоявшимся |

| 36 | 10 июля 2021     | Турсынбай Кулахмет (3-0-0)    | Дворец спорта и культуры имени Балуана Шолака, Алма-Ата, Казахстан | TKO10 (10) |                                          |
| 35 | 26 февраля 2021  | Карен Чухаджян (16-1-0)       | ДС Крылья Советов, Москва, Россия                                  | UD8 (8)    |                                          |
| 34 | 6 октября 2020   | Асиния Байфилд (14-3-0)       | Клуб Falcon, Минск, Беларусь                                       | MD10 (10)  |                                          |
| 33 | 3 августа 2020   | Виктор Плотников (33-8-0)     | ТЦ DiaMond, Минск, Беларусь                                        | UD8 (8)    |                                          |
| 32 | 12 октября 2019  | Балаж Бачкай (11-0-0)         | СпортХолл, Шальготарьян, Венгрия                                   | UD10 (10)  |                                          |
| 31 | 18 апреля 2019   | Ислам Эдисултанов (7-0-0)     | Колизей, Грозный, Россия                                           | TKO10 (10) | Бой за вакантный титул чемпиона России.  |
| 30 | 2 февраля 2019   | Карен Тевосян (20-5-3)        | Витязь, Анапа, Россия                                              | RTD4 (10)  |                                          |
| 29 | 7 сентября 2018  | Бруно Леонардо Ромай (21-5-0) | Ледовая Арена «Трактор», Челябинск, Россия                         | RTD6 (10)  |                                          |
| 28 | 23 июня 2018     | Ахмед Эль Мусауи (28-3-1)     | Дворец спорта, Париж, Франция                                      | UD8 (8)    |                                          |
| 27 | 3 марта 2018     | Хиары Грей (15-3-0)           | Мэдисон-сквер-гарден, Нью-Йорк, США                                | TD5 (8)    |                                          |
| 26 | 8 июня 2017      | Сиражудин Агаев (2-1-0)       | ФОК «Президентский», Нижний Тагил, Россия                          | SD6 (6)    |                                          |
| 25 | 17 марта 2017    | Ислам Думанов (6-0-0)         | КРЦ Арбат, Москва, Россия                                          | SD8 (8)    |                                          |
| 24 | 3 ноября 2016    | Владимир Флейшгауэр (1-1-0)   | Маркштадт, Челябинск, Россия                                       | UD8 (8)    |                                          |
| 23 | 11 июля 2016     | Висхан Мурзабеков (12-1-0)    | ДИВС, Екатеринбург, Россия                                         | UD8 (8)    |                                          |
| 22 | 9 мая 2016       | Вагинак Тамразян (11-1-0)     | Маркштадт, Челябинск, Россия                                       | UD10 (10)  | Бой за вакантный титул чемпиона России.  |
| 21 | 12 марта 2016    | Сергей Мелис (26-20-0)        | Энергия, Нарва, Эстония                                            | RTD5 (8)   |                                          |
| 20 | 26 сентября 2015 | Магомед Курбанов (3-0-0)      | Арена, Екатеринбург, Россия                                        | UD6 (6)    |                                          |
| 19 | 3 сентября 2015  | Ашот Папян (1-0-0)            | Динамо, Уфа, Россия                                                | SD4 (4)    | Евченко был в нокдауне в третьем раунде. |
| 18 | 28 мая 2011      | Роман Селивёрстов (12-8-0)    | Красная площадь, Москва, Россия                                    | UD12 (12)  | Бой за титулы WBO European и PABA.       |
| 17 | 22 июля 2010     | Шерали Мамадалиев (11-0-0)    | Ориззонте, Юрмала, Латвия                                          | TKO11 (12) | Бой за титулы WBO European и PABA.       |
| 16 | 4 октября 2009   | Богдан Митич (13-1-0)         | Хала-Шумице, Белград, Сербия                                       | KO9 (12)   | Бой за вакантный титул EBU-EE.           |
| 15 | 28 марта 2009    | Стефан Стеванович (7-0-0)     | Хала-Пинки, Белград, Сербия                                        | SD10 (10)  | Бой за титул IBF Youth.                  |
| 14 | 13 февраля 2009  | Хизри Хизбулаев (дебют)       | Триумф, Люберцы, Россия                                            | TKO2 (6)   |                                          |
| 13 | 14 декабря 2008  | Владислав Савченко (7-0-0)    | Ледовый дворец, Костанай, Казахстан                                | SD6 (6)    |                                          |
| 12 | 25 октября 2008  | Вячеслав Яковенко (7-3-1)     | Монреаль, Москва, Россия                                           | UD10 (10)  | Бой за вакантный титул чемпиона России.  |
| 11 | 7 августа 2008   | Никита Фёдоров (1-0-0)        | Амбар, Тольятти, Россия                                            | RTD3 (6)   | Фёдоров был в нокдауне во втором раунде. |
| 10 | 31 мая 2008      | Умар Максудов (2-0-0)         | Дворец спорта, Казань, Россия                                      | UD4 (4)    |                                          |
| 9  | 23 августа 2007  | Дмитрий Ганиев (2-0-1)        | Водолей, Екатеринбург, Россия                                      | MD6 (6)    |                                          |
| 8  | 27 февраля 2007  | Сергей Федченко (13-0-0)      | Дворец спорта, Киев, Украина                                       | UD8 (8)    |                                          |
| 7  | 17 февраля 2007  | Максим Смирнов (2-1-2)        | Пермь, Россия                                                      | UD8 (8)    |                                          |
| 6  | 25 октября 2006  | Вадим Хорев (2-0-0)           | Кристалл, Москва, Россия                                           | UD6 (6)    |                                          |
| 5  | 8 октября 2006   | Марсел Ахметов (дебют)        | Театро, Челябинск, Россия                                          | RTD4 (6)   | Травма.                                  |
| 4  | 28 июня 2006     | Тулкун Киличев (3-0-1)        | Колизей, Челябинск, Россия                                         | UD6 (6)    |                                          |
| 3  | 11 мая 2006      | Константин Русанов (5-0-0)    | Рингс, Екатеринбург, Россия                                        | PTS6 (6)   |                                          |
| 2  | 9 апреля 2006    | Игорь Казанцев (1-2-0)        | Мегаполис, Челябинск, Россия                                       | UD4 (4)    |                                          |
| 1  | 2 апреля 2006    | Илья Гетзе (1-1-0)            | Радуга, Копейск, Россия                                            | UD4 (4)    | Профессиональный дебют Евченко.          |